# Cribrihammus granulosus
Cribrihammus granulosus är en skalbaggsart som beskrevs av Dillon 1959. Cribrihammus granulosus ingår i släktet Cribrihammus och familjen långhorningar.
Artens utbredningsområde är Kenya. Inga underarter finns listade i Catalogue of Life.